# Administration territoriale des Laurentides
Le palier supra-local de l'administration territoriale des Laurentides regroupe 7 municipalités régionales de comté et le territoire équivalent de Mirabel.
Le palier local est constitué de 76 municipalités locales, 11 territoires non organisés et une réserves indiennes pour un total de 88 municipalités.

## Palier supra-local
| Nom                   | Chef-lieu      | Population 2021 | Superficie terrestre km2 | Densité hab./km2 |
| --------------------- | -------------- | --------------- | ------------------------ | ---------------- |
| Antoine-Labelle       | Mont-Laurier   | 36 462          | 14 976,99                | 2,43             |
| Argenteuil            | Lachute        | 34 752          | 1 252,97                 | 27,74            |
| Deux-Montagnes        | Saint-Eustache | 102 052         | 294,1                    | 347              |
| La Rivière-du-Nord    | Saint-Jérôme   | 140 394         | 451,02                   | 311,28           |
| Les Laurentides       | Mont-Blanc     | 50 777          | 2 599,7                  | 19,53            |
| Les Pays-d'en-Haut    | Sainte-Adèle   | 46 906          | 737,4                    | 63,61            |
| Mirabel*              |                | 61 108          | 486,8                    | 125,53           |
| Thérèse-De Blainville | Sainte-Thérèse | 163 632         | 211,9                    | 772,21           |
| Région                | Région         | 636 083         | 21 563                   | 29,5             |

Il existe un Conseil des préfets et des élus de la région des Laurentides (CPÉRL). Le conseil a été officiellement constitué le 16 juillet 2018.

## Palier local

### Municipalités locales
| Nom                             | Désignation              | Superficie km2 | Population 2021 | MRC                   | Code géographique |
| ------------------------------- | ------------------------ | -------------- | --------------- | --------------------- | ----------------- |
| Amherst                         | Municipalité de canton   | 249,4          | 1 559           | Les Laurentides       | 2478070           |
| Arundel                         | Municipalité de canton   | 66,9           | 578             | Les Laurentides       | 2478060           |
| Barkmere                        | Ville                    | 23,7           | 81              | Les Laurentides       | 2478050           |
| Blainville                      | Ville                    | 55,5           | 59 819          | Thérèse-De Blainville | 2473015           |
| Boisbriand                      | Ville                    | 29,5           | 28 308          | Thérèse-De Blainville | 2473005           |
| Bois-des-Filion                 | Ville                    | 4,9            | 10 159          | Thérèse-De Blainville | 2473030           |
| Brébeuf                         | Municipalité de paroisse | 37,6           | 1 009           | Les Laurentides       | 2478075           |
| Brownsburg-Chatham              | Ville                    | 255,2          | 7 247           | Argenteuil            | 2476043           |
| Chute-Saint-Philippe            | Municipalité             | 321,4          | 1 039           | Antoine-Labelle       | 2479065           |
| Deux-Montagnes                  | Ville                    | 7,3            | 17 915          | Deux-Montagnes        | 2472010           |
| Estérel                         | Ville                    | 16,2           | 262             | Les Pays-d'en-Haut    | 2477011           |
| Ferme-Neuve                     | Municipalité             | 875,1          | 2 716           | Antoine-Labelle       | 2479097           |
| Gore                            | Municipalité de canton   | 96,6           | 2 296           | Argenteuil            | 2476025           |
| Grenville                       | Municipalité de village  | 5,3            | 1 816           | Argenteuil            | 2476055           |
| Grenville-sur-la-Rouge          | Municipalité             | 329,4          | 2 883           | Argenteuil            | 2476052           |
| Harrington                      | Municipalité de canton   | 249,3          | 891             | Argenteuil            | 2476065           |
| Huberdeau                       | Municipalité             | 59,5           | 863             | Les Laurentides       | 2478065           |
| Ivry-sur-le-Lac                 | Municipalité             | 34,7           | 391             | Ivry-sur-le-Lac       | 2478042           |
| Kiamika                         | Municipalité             | 362,4          | 790             | Antoine-Labelle       | 2479025           |
| L'Ascension                     | Municipalité             | 351,6          | 899             | Antoine-Labelle       | 2479050           |
| Labelle                         | Municipalité             | 216,3          | 2 765           | Les Laurentides       | 2478120           |
| Lac-des-Écorces                 | Municipalité             | 155,5          | 2 885           | Antoine-Labelle       | 2479078           |
| Lac-des-Seize-Îles              | Municipalité             | 13,3           | 175             | Les Pays-d'en-Haut    | 2477055           |
| Lac-du-Cerf                     | Municipalité             | 94,4           | 445             | Antoine-Labelle       | 2479015           |
| Lachute                         | Ville                    | 112,8          | 14 100          | Argenteuil            | 2476020           |
| La Conception                   | Municipalité             | 140,5          | 1 527           | Les Laurentides       | 2478115           |
| Lac-Saguay                      | Municipalité de village  | 184,9          | 526             | Antoine-Labelle       | 2479060           |
| Lac-Saint-Paul                  | Municipalité             | 184,5          | 525             | Antoine-Labelle       | 2479105           |
| Lac-Supérieur                   | Municipalité             | 385,5          | 1 972           | Les Laurentides       | 2478095           |
| Lac-Tremblant-Nord              | Municipalité             | 27,4           | 60              | Les Laurentides       | 2478127           |
| La Macaza                       | Municipalité             | 175,5          | 1 094           | Antoine-Labelle       | 2479047           |
| La Minerve                      | Municipalité             | 328,1          | 1 421           | Les Laurentides       | 2478130           |
| Lantier                         | Municipalité             | 48,8           | 891             | Les Laurentides       | 2478015           |
| Lorraine                        | Ville                    | 6,02           | 9 502           | Thérèse-De Blainville | 2473025           |
| Mille-Isles                     | Municipalité             | 61,7           | 1 721           | Argenteuil            | 2476030           |
| Mirabel                         | Ville                    | 486,8          | 61 108          | Laurentides           | 2474005           |
| Montcalm                        | Municipalité             | 129,3          | 632             | Les Laurentides       | 2478055           |
| Mont-Blanc                      | Municipalité             | 129,3          | 3 780           | Les Laurentides       | 2478047           |
| Mont-Laurier                    | Ville                    | 632,5          | 13 779          | Antoine-Labelle       | 2479088           |
| Mont-Saint-Michel               | Municipalité             | 144,3          | 581             | Antoine-Labelle       | 2479110           |
| Mont-Tremblant                  | Ville                    | 248,1          | 10 992          | Antoine-Labelle       | 2478102           |
| Morin-Heights                   | Municipalité             | 59,4           | 4 678           | Les Pays-d'en-Haut    | 2477050           |
| Nominingue                      | Municipalité             | 360,1          | 2 255           | Antoine-Labelle       | 2479030           |
| Notre-Dame-de-Pontmain          | Municipalité             | 295            | 790             | Antoine-Labelle       | 2479010           |
| Notre-Dame-du-Laus              | Municipalité             | 958,5          | 1 730           | Antoine-Labelle       | 2479005           |
| Oka                             | Municipalité             | 85,9           | 3 968           | Deux-Montagnes        | 2472032           |
| Piedmont                        | Municipalité             | 24,7           | 3 476           | Les Pays-d'en-Haut    | 2477030           |
| Pointe-Calumet                  | Municipalité             | 11,6           | 6 281           | Deux-Montagnes        | 2472020           |
| Prévost                         | Ville                    | 35,1           | 13 692          | La Rivière-du-Nord    | 2475040           |
| Rivière-Rouge                   | Ville                    | 498,4          | 4 645           | Antoine-Labelle       | 2479037           |
| Rosemère                        | Ville                    | 12,2           | 14 090          | Thérèse-De Blainville | 2473020           |
| Saint-Adolphe-d'Howard          | Municipalité             | 149,7          | 3 824           | Les Pays-d'en-Haut    | 2477065           |
| Saint-Aimé-du-Lac-des-Îles      | Municipalité             | 181,6          | 815             | Antoine-Labelle       | 2479022           |
| Saint-André-d'Argenteuil        | Municipalité             | 101,9          | 3 053           | Argenteuil            | 2476008           |
| Saint-Colomban                  | Ville                    | 94             | 17 740          | La Rivière-du-Nord    | 2475005           |
| Sainte-Adèle                    | Ville                    | 125,3          | 14 010          | Les Pays-d'en-Haut    | 2477022           |
| Sainte-Agathe-des-Monts         | Ville                    | 140,9          | 11 211          | Les Laurentides       | 2478032           |
| Sainte-Anne-des-Lacs            | Municipalité de paroisse | 27,5           | 3 862           | Les Pays-d'en-Haut    | 2477035           |
| Sainte-Anne-des-Plaines         | Ville                    | 94,4           | 15 221          | Thérèse-De Blainville | 2473035           |
| Sainte-Anne-du-Lac              | Municipalité             | 344,7          | 556             | Antoine-Labelle       | 2479115           |
| Sainte-Lucie-des-Laurentides    | Municipalité             | 117,2          | 1 445           | Les Laurentides       | 2478020           |
| Sainte-Marguerite-du-Lac-Masson | Ville                    | 98,7           | 3 367           | Les Pays-d'en-Haut    | 2477012           |
| Sainte-Marthe-sur-le-Lac        | Ville                    | 12,8           | 19 797          | Deux-Montagnes        | 2472015           |
| Sainte-Sophie                   | Municipalité             | 111,5          | 18 080          | La Rivière-du-Nord    | 2475028           |
| Sainte-Thérèse                  | Ville                    | 9,4            | 26 533          | Thérèse-De Blainville | 2473010           |
| Saint-Eustache                  | Ville                    | 72,6           | 45 276          | Deux-Montagnes        | 2472005           |
| Saint-Hippolyte                 | Municipalité             | 132,6          | 10 669          | La Rivière-du-Nord    | 2475045           |
| Saint-Jérôme                    | Ville                    | 92,9           | 80 213          | La Rivière-du-Nord    | 2475017           |
| Saint-Joseph-du-Lac             | Municipalité             | 41,8           | 7 031           | Deux-Montagnes        | 2472025           |
| Saint-Placide                   | Municipalité             | 62,1           | 1 784           | Deux-Montagnes        | 2472043           |
| Saint-Sauveur                   | Ville                    | 50,2           | 11 580          | Les Pays-d'en-Haut    | 2477043           |
| Val-David                       | Municipalité de village  | 43,9           | 5 558           | Les Laurentides       | 2478010           |
| Val-des-Lacs                    | Municipalité             | 131,6          | 750             | Les Laurentides       | 2478100           |
| Val-Morin                       | Municipalité             | 41             | 3 123           | Les Laurentides       | 2478005           |
| Wentworth                       | Municipalité de canton   | 94,4           | 634             | Argenteuil            | 2476035           |
| Wentworth-Nord                  | Municipalité             | 172,4          | 1 672           | Les Pays-d'en-Haut    | 2477060           |
| Total                           |                          | 12 223,02      | 620 955         |                       |                   |

### Territoires non organisés
| Nom                        | Superficie km2 | Population 2021 | MRC             | Code géographique |
| -------------------------- | -------------- | --------------- | --------------- | ----------------- |
| Baie-des-Chaloupes         | 954,5          | 0               | Antoine-Labelle | 2479920           |
| Lac-Akonapwehikan          | 16,5           | 0               | Antoine-Labelle | 2479904           |
| Lac-Bazinet                | 1 685,5        | 0               | Antoine-Labelle | 2479910           |
| Lac-De La Bidière          | 1 665,9        | 0               | Antoine-Labelle | 2479912           |
| Lac-de-la-Maison-de-Pierre | 488,1          | 0               | Antoine-Labelle | 2479916           |
| Lac-de-la-Pomme            | 56,8           | 0               | Antoine-Labelle | 2479902           |
| Lac-Douaire                | 2 120,8        | 5               | Antoine-Labelle | 2479922           |
| Lac-Ernest                 | 381,5          | 0               | Antoine-Labelle | 2479924           |
| Lac-Marguerite             | 923            | 0               | Antoine-Labelle | 2479926           |
| Lac-Oscar                  | 1 810,9        | 0               | Antoine-Labelle | 2479914           |
| Lac-Wagwabika              | 5,6            | 0               | Antoine-Labelle | 2479906           |
| Total                      | 10 109,1       | 10              |                 |                   |

### Réserve et établissement indiens
| Nom        | Superficie km2 | Population 2021 | MRC             | Code géographique |
| ---------- | -------------- | --------------- | --------------- | ----------------- |
| Doncaster  | 78,97          |                 | Les Laurentides | 2478802           |
| Kanesatake |                | 1 783           | Deux-Montagnes  |                   |